# Джоконда Беллі
Джоконда Беллі (народилася 9 грудня 1948 року в Манагуа, Нікарагуа) — нікарагуанська письменниця, прозаїк і поетеса.

## Ранні роки
Джоконда Беллі виросла в заможній родині в Манагуа, її батько — Умберто Беллі Сапата, брат — Умберто Беллі, нікарагуанський політик і письменник.
Навчалася в школі-інтернаті в Іспанії, закінчила Королівську школу Санта-Ізабель в Мадриді, вивчала рекламу та журналістику в Школі реклами та журналістики Чарльза Морріса Прайса у Філадельфії. Вийшла заміж і народила першу доньку в 19 років, коли повернулася до Нікарагуа.

## Кар'єра
Беллі розпочала свою кар'єру в компанії Pepsi-Cola як зв'язківець рекламного агентства компанії Publisa, яке потім найняло її на посаду менеджера по роботі з клієнтами. Через одного зі своїх колег по рекламному агентству Беллі познайомилася з Каміло Ортегою, який познайомив її з сандіністами і запропонував приєднатися до групи.
У 1970 році Беллі приєдналася до боротьби проти диктатури Сомоси, присягнувши на вірність руху Леано Ортеги, дружини Каміло Ортеги. Робота Беллі в русі призвела до того, що в 1975 році вона була змушена виїхати до Мексики у вигнання. Повернувшись у 1979 році напередодні перемоги сандіністів, вона стала міжнародним прессекретарем СФНО у 1982 році і директором державних комунікацій у 1984 році. У цей час вона познайомилася з Чарльзом Кастальді, американським журналістом NPR, за якого вийшла заміж у 1987 році. З 1990 року проживає в Манагуа та Лос-Анджелесі. З того часу вона покинула СФНО і стала головним критиком уряду Ортеги.

### Письменницька діяльність
У 1970 році Беллі опублікувала свої перші вірші в літературному додатку до нікарагуанської газети "Ла Пренса". У 1972 році вона отримала Премію з поезії імені Маріано Фіалоса Хіля від Національного автономного університету Нікарагуа.
1988 року книга Беллі "Жива жінка" ("La Mujer Habitada"), напівавтобіографічний роман, в якому вперше в нікарагуанських революційних оповіданнях піднімаються гендерні питання, привернула до неї увагу; ця книга була опублікована кількома мовами й увійшла до списку літератури для читання в чотирьох університетах Сполучених Штатів. Роман розповідає про дві паралельні історії: опір корінних народів іспанцям та сучасний повстанський рух у Центральній Америці, які мають багато спільного: жіноча емансипація, пристрасть та прагнення до визволення. У 2000 році вона опублікувала свою автобіографію, підкреслюючи свою участь у революційному русі, El país bajo mi piel, видану під назвою "Країна під моєю шкірою" у Сполучених Штатах. У 2003 році вона стала фіналістом книжкової премії Лос-Анджелес Таймс. Беллі продовжує публікуватися і вважає, що поезія є її найважливішою роботою. У 1978 році Беллі була лауреатом Премії Каса де лас Америкас. У 2008 році Беллі отримала премію Premio Biblioteca Breve за книгу "Нескінченність на долоні" (El infinito en la palma de la mano), алегорію про Адама і Єву в раю.
Її книга 2010 року була подана на конкурс під назвою "Crónicas de la Izquierda Erótica", але була змінена на "El País de las Mujeres" ("Країна жінок"), оскільки попередня назва була надто схожа на назву книги 1973 року "Poemas de la Izquierda Erótica" ("Вірші еротичної історії") Ана Марії Родас. Книга розповідає про світ, яким керують жінки. У романі письменниця зображує групу жінок, які приходять до влади за допомогою політичної партії під назвою "Партія еротичної боротьби" (Partido de la Izquierda Erótica). Ця назва співзвучна з назвою руху, сформованого жінками у 80-х роках, до якого належала Беллі, і який був названий так на честь твору Родас.

### Політична діяльність
Беллі виступала проти диктатури Анастасіо Сомоси Дебайле. З 1970 року, коли вона почала писати свої вірші і, як і багато інтелектуалів її покоління, вступила до лав Сандіністського фронту національного визволення (FSLN), на той час підпільної і переслідуваної організації, метою якої було повалення режиму Сомоси. Вона була підпільним кур'єром, перевозила зброю, подорожувала Європою та Латинською Америкою, здобуваючи ресурси та поширюючи інформацію про боротьбу сандіністів. Вона стала членом політико-дипломатичної комісії СФНО.
У 2018 році Беллі виступила проти уряду Даніеля Ортеги, який прийшов до влади в результаті виборів 2016 року, і стала активним учасником сандіністського руху за оновлення.